# Pozycje zawodników w rugby union

Schemat podstawowych pozycji zawodników w formacjach w rugby union

Pozycje zawodników w rugby union – zespół w rugby union składa się z 15 zawodników, podzielonych na dwie formacje: ataku i młyna. Każdemu zawodnikowi przyporządkowany jest stosowny numer odpowiadający jego pozycji na boisku. Za formację młyna odpowiadają zawodnicy z numerami 1–8, a za atak 9–15. W zależności od rozgrywek dopuszczalnych jest do 8 zmian.

## Formacja młyna

Ustawienie zawodników w czasie młyna zwartego

### Młynarz
Noszący numer 2 młynarz to centralna postać całej formacji młyna, której pierwszą linię tworzy wraz z filarami. To on odpowiada za koordynację młyna dyktowanego i rozegranie tego stałego fragmentu gry. Głównym zadaniem „dwójki” podczas młyna jest „zagrzebanie” piłki, czyli zagarnięcie jej po wrzucie i przesunięcie stopą w kierunku tyłu formacji, dzięki czemu jego drużyna po wznowieniu gry zdobywa posiadanie piłki. Ponadto do zadań młynarza należy zazwyczaj (choć nie precyzują tego przepisy) wprowadzanie piłki do gry podczas formacji autowej. Najczęściej młynarze są najmniejszymi członkami pierwszej linii, dzięki czemu w trakcie gry otwartej są bardziej sprawni i zwrotni od filarów. Niemniej w czasie przegrupowań oraz mauli pełnią funkcję żywych zapór, osłaniając przed szarżami mniejszych graczy formacji ataku. Z uwagi na siły działające na zawodników pierwszej linii młyna, pozycję młynarza czy filara w trakcie meczu może zająć tylko rezerwowy młynarz lub filar. Jeżeli z powodu kontuzji lub braków kadrowych brak jest w drużynie takich zawodników, sędzia zarządza młyn symulowany, w którym drużyny nie rywalizują o piłkę.

### Filarzy młyna
Filarzy to najpotężniejsi członkowie swoich drużyn – muszą cechować się niezwykle silną budową górnej części ciała, szczególnie karku i ramion, a także nóg. W trakcie młyna dyktowanego (zwartego) ustawieni są po obu stronach młynarza, z którym są ściśle „związani”, trzymając się wzajemnie za koszulki. To na ich barkach kumuluje się siła dwóch ośmioosobowych formacji, oni też decydują o taktycznym rozegraniu tego fragmentu gry. Wreszcie to dzięki pracy filarów młynarz może poświęcić większą uwagę piłce niż przeciwnikom. Podczas zagrywek autowych filarzy wynoszą i utrzymują w powietrzu wyskakujących do piłki zawodników drugiej i trzeciej linii młyna. Ponadto rzadko uczestniczą w grze otwartej z uwagi na swoje gabaryty i niewielką szybkość. Częściej stanowią rodzaj zabezpieczenie i „ludzkiego tarana” podczas krótko rozgrywanych wznowień po przegrupowaniach.
Filarzy nieznacznie różnią się między sobą budową ciała, co wynika z nieco odmiennych ról w trakcie młyna zwartego. Piłka do formacji wprowadzana jest zawsze od strony lewego filara drużyny atakującej, który naprzeciwko siebie ma tylko jednego przeciwnika. Z kolej filar prawy – podobnie jak młynarz – wiąże się jednocześnie z młynarzem i lewym filarem drużyny przeciwnej. Rozróżnienie to znajduje swoje odzwierciedlenie w nazewnictwie anglojęzycznym, gdzie lewy filar (numer 1) nosi nazwę loosehead prop, a więc „filara o głowie wolnej”, natomiast filar prawy (numer 3) to tighthead prop – „filar o głowie związanej”. Ze względu na te różnice, filar lewy jest zazwyczaj wyższy, zaś filar prawy – niższy, bardziej krępy.

### Wspieracze
Drugą linię młyna tworzą dwaj wspieracze (numery 4 i 5). W trakcie młyna zwartego wiążą się ściśle ze sobą oraz z zawodnikami przed nimi – głowy wkładają między biodra młynarza i filara, wewnętrznymi rękoma łapią się nawzajem za koszulki, zaś drugimi rękoma łapią – między nogami filara – za jego spodenki i koszulkę. Swoją siłą wspierają – jak sama nazwa wskazuje – zawodników walczących w pierwszej linii. Szczególną rolę pełnią podczas formacji autowych, gdyż to do nich najczęściej kierowane są piłki w trakcie zagrywek. Z uwagi na ten fakt są to najwyżsi zawodnicy w drużynie, nierzadko mierzący około 200 cm. Wzrost wspieraczy wykorzystywany jest także podczas wykopów rozpoczynających grę – po zdobytych punktach czy podczas wznowienia z pola 22 metrów.
Pomiędzy oboma wspieraczami występują zazwyczaj niewielkie różnice warunków fizycznych. Jeden z nich – zwykle oznaczony numerem 4 – jest nieco niższy i bardziej krępy. W formacji autowej ustawiony jest jako drugi w linii, zaś w młynie najczęściej wspiera filara „o głowie związanej”, na pozycji numer 3. Drugi ze wspieraczy jest nieznacznie wyższy i w formacji autowej ustawiony jest jako czwarty w linii. W trakcie młyna dyktowanego ustawiony jest za filarem „o głowie wolnej”, na pozycji numer 1.

### Rwacze
Rwacze (zwani także skrzydłowymi młyna) to zawodnicy trzeciej linii, którzy podczas formacji młyna zwartego ustawieni są za wspieraczami, na zewnątrz od nich. Zawodnik z numerem 6 to rwacz strony zamkniętej (ang. blindside flanker) ustawiony po tej stronie formacji, z której bliżej jest do linii bocznej. Po przeciwległej stronie znajduje się rwacz strony otwartej (ang. openside flanker), który zazwyczaj jest mniejszy, jednak bardziej zwinny od swojego partnera. Gracze z pozycji numer 6 często niewiele ustępują warunkami fizycznymi wspieraczom, przez co są adresatami części piłek wprowadzanych w czasie zagrywek autowych. Zadania rwaczy, szczególnie zawodnika z siódemką, koncentrują się jednak wokół gry otwartej, gdzie ich zwrotność, ale też warunki fizyczne stwarzają zagrożenie dla drużyny przeciwnej. Do podstawowych zadań rwaczy należy także walka w przegrupowaniach: ruckach, maulach – w ataku zabezpieczanie piłki, zaś w obronie jej odzyskiwanie, przechwyty czy szarżowanie.

### Wiązacz młyna
Podobną rolę co rwacze pełni zawodnik z pozycji numer 8, czyli wiązacz młyna. W trakcie młyna dyktowanego to on kontroluje moment opuszczenia formacji przez piłkę – w zależności od sytuacji pozwala łącznikowi na szybkie wyjęcie piłki albo celowo utrzymuje ją w młynie, by w ten sposób przesunąć grę naprzód czy też uzyskać rzut karny. W niektórych przypadkach wiązacz sam podejmuje grę, stwarzając w ten sposób przewagę liczebną swojego zespołu. W czasie gry otwartej odpowiada za rozbijanie swoimi rajdami obrony przeciwnika oraz wspieranie atakujących kolegów.

## Formacja ataku

### Łącznik młyna
Zawodnicy grający na pozycji łącznika młyna oznaczeni są numerem 9. W czasie młyna zwartego wprowadzają piłkę do formacji, decydują też o wyciągnięciu jej po zagrywce. Łącznik młyna rozpoczyna większość akcji swojego zespołu wyprowadzając piłkę po rucku, maulu czy właśnie młynie. „Dziewiątka” nadaje tempo spotkaniu, spoczywa też na nim duża odpowiedzialność za taktykę zespołu. Z uwagi na konieczność ciągłego przemieszczania się za kolejnymi przegrupowaniami zawodnik występujący na tej pozycji musi być wytrzymały, szybki, zwrotny, błyskotliwy, musi też wykazywać się dobrym przeglądem pola. Najczęściej jest to najmniejszy i najlżejszy zawodnik w drużynie, w związku z czym na boisku wymaga „opieki” większych kolegów z drużyny.

### Łącznik ataku
Występujący z numerem 10 łącznik ataku to główny rozgrywający drużyny, który decyduje o przebiegu akcji ofensywnej. Otrzymawszy piłkę od łącznika młyna, „dziesiątka” przekazuje piłkę dalej, do środkowych albo przenosi ją do przodu zagraniem nogą. Do jego zadań należy wyszukiwanie i wykorzystywanie luk w obronie rywali. Łącznik ataku musi cechować się doskonałą techniką podań a nierzadko jest wyznaczony do kopania na bramkę w czasie stałych fragmentów gry jak rzuty karne i podwyższenia.

### Środkowi ataku
Środkowi ataku to para zawodników ustawionych w chwili rozpoczynania akcji ofensywnych bezpośrednio za łącznikiem ataku. Cechują się dobrymi warunkami fizycznymi – muszą jednocześnie być szybcy i silni, ponieważ do ich zadań należy rozbijanie linii obronnych rywali po otrzymaniu w pełnym biegu piłki od zawodnika na pozycji numer 10. Gracz oznaczony numerem 12 to tzw. „wewnętrzny środkowy” (ang. inside centre) i ma on więcej obowiązków technicznych, związanych z rozegraniem piłki, co czyni go bardziej podobnym do łącznika ataku. Jego partner na pozycji numer 13 to „zewnętrzny środkowy” (ang. outside centre), który wykazuje więcej podobieństw do skrzydłowego – jego główną cechą jest szybkość, umiejętność pokonywania przeciwników i podawania piłki w trakcie szarży rywala. W czasie akcji obronnych to w dużej mierze na środkowych spoczywa ciężar przerywania ataków przeciwnika.

### Skrzydłowi ataku
Zawodnicy z numerami 11 i 14 to odpowiednio lewo- i prawoskrzydłowi. Gracze ci ustawieni są na obu skrajach boiska i najczęściej to do nich należy wykańczanie zespołowych akcji poprzez zdobywanie przyłożeń. W czasie akcji defensywnych stanowią zwykle ostatnią linię obrony swojej drużyny, dlatego też muszą wykazywać się wysokimi umiejętnościami szarżowania. Jednak bezsprzecznie najważniejszą cechą skrzydłowych jest ich szybkość, która pozwala im na uciekanie rywalom i przedzieranie się na pole punktowe.

### Obrońca
Obrońca, czyli zawodnik oznaczony numerem 15 przez większość spotkania znajduje się najbliżej własnego pola punktowego z całej drużyny i stanowi stałe zabezpieczenie przed atakami rywali. Do cech idealnego obrońcy należy doskonała umiejętność gry obronnej: szarżowania czy łapania wysoko zawieszonej piłki kopniętej przez rywali. Musi również wykazywać dużą świadomość taktyczną, ponieważ to do niego należy decyzja czy po przejęciu piłki można rozpocząć akcję ofensywną czy też należy przenieść piłkę kopnięciem – umiejętność celnego kopania jest jedną z najważniejszych cech zawodnika na tej pozycji.